# El Molino, Nicolás Flores
El Molino är en ort i Mexiko.   Den ligger i kommunen Nicolás Flores och delstaten Hidalgo, i den sydöstra delen av landet, 160 km norr om huvudstaden Mexico City. El Molino ligger 1 870 meter över havet och antalet invånare är 133.
Terrängen runt El Molino är kuperad österut, men västerut är den bergig. Runt El Molino är det ganska glesbefolkat, med 36 invånare per kvadratkilometer. Närmaste större samhälle är Jacala, 13,8 km norr om El Molino. I omgivningarna runt El Molino växer i huvudsak blandskog.